# Благодарное (Ташлинский район)
Благодарное— село в Ташлинском районе Оренбургской области, административный центр Благодарновского сельсовета.

## География
Располагается на расстоянии примерно 21 километр по прямой на север-северо-восток от районного центра села Ташла.

## История
Село основано после 1831 года. До 1919 года считалось станицей 1-го Уральского военного отдела Уральского казачьего войска. В советское время работали колхозы «Революционный путь» и им. Шевченко.

## Население
| 2010 |
| ---- |
| 655  |

Постоянное население составляло 759 человек в 2002 году (русские 87 %), 655 в 2010 году.